# 京都府道602号丹後由良停車場線
京都府道602号丹後由良停車場線（きょうとふどう602ごう たんごゆらていしゃじょうせん）は、京都府宮津市を通る一般府道である。

## 概要
主要停車場と国道とを連絡する全長0.7 kmの路線である。宮津市字由良で完結する。
沿線には由良地区の公民館や宮津市立由良小学校（2013年（平成25年）廃校）をはじめとした公共施設のほか、駐在所が立地しており、同地区の中心を通過する路線といえる。若狭湾に面しており、国道178号を挟んだ海側の丹後由良海水浴場は、夏は海水浴客で賑わう。また、付近には由良浜温泉もある。

### 路線データ
- 起点：宮津市字由良（京都丹後鉄道宮舞線 丹後由良駅前）
- 終点：宮津市字由良（由良港交差点、国道178号交点）
- 路線延長：0.7004 km[1]

## 歴史
- 1959年（昭和34年）12月18日 - 一般府道222号由良停車場線として京都府が認定[2]。
- 1994年（平成6年）4月1日 - 一般府道番号の白紙改正により、府道602号となる。

## 地理
京都丹後鉄道宮舞線 丹後由良駅を発し、国道178号旧道との交点を右折して同路線を経由し、由良港交差点で国道178号現道に達して終点となる。なお、京都丹後鉄道宮舞線 丹後由良駅から国道178号へは、国道178号旧道交点から市道を経由すると直線で結ぶことも可能である。

### 通過する自治体
- 京都府
  - 宮津市

### 交差する道路
| 交差する道路 | 交差する場所 | 交差する場所        |
| ------------ | ------------ | ------------------- |
| 国道178号    | 字由良       | 由良港交差点 / 終点 |

### 沿線
自然
- 日本海
- 若狭湾

官公庁・公共施設
- 宮津警察署 由良駐在所

教育
- 宮津市立由良小学校 - 2013年（平成25年）廃校

鉄道
- 京都丹後鉄道宮舞線 丹後由良駅

金融機関・郵便局
- 由良郵便局
- 京都北都信用金庫由良出張所

神社・仏閣
- 如意寺
- 由良神社
- 稲荷大明神

余暇・観光
- 由良浜温泉
- 丹後由良海水浴場